# Statuto di Kilkenny
Lo Statuto di Kilkenny fu una serie di trentacinque articoli emanati a Kilkenny nel 1367, con l'intento di frenare l'allarmante declino della dominazione Hiberno-Normanna sull'Irlanda. 

## Origine degli Statuti
Dalla metà del XIII secolo, la presenza degli Hiberno-Normanni in Irlanda era progressivamente minacciata dal sorgere di potenti sovrani indigeni. Dal 1360 molti Hiberno-Normanni avevano adottato leggi, costumi e lingua irlandesi, al punto di essere tacciati di essere diventati "più Irlandesi degli Irlandesi (Hiberniores Hibernis ipsis)." L'esempio più noto fu quello dei de Burgh e della Guerra Civile dei Burke (1333 -1338) che portò alla disgregazione dei possedimenti del Ducato di Ulster in tre signorie separate, due delle quali si mostrarono apertamente ribelli alla corona. 
Molte delle conquiste territoriali delle famiglie Hiberno-Normanne come i de Bermingham, i Butler, i FitzGerald e i le Poer vennero ottenute in quel periodo se non interamente perse a favore dei sovrani e dei signori irlandesi, prima soggette a loro e poi interamente portate nella sfera d'influenza irlandese. Simili avvenimenti costituirono una perdita per la colonia che non poteva più essere sopportata dalla corona. Per questo motivo il parlamento tenutosi a Kilkenny nel 1367 emanò degli statuti che avrebbero dovuto aiutare a stroncare la minaccia. Kilkenny si trovava nel territorio inglese del Pale. 

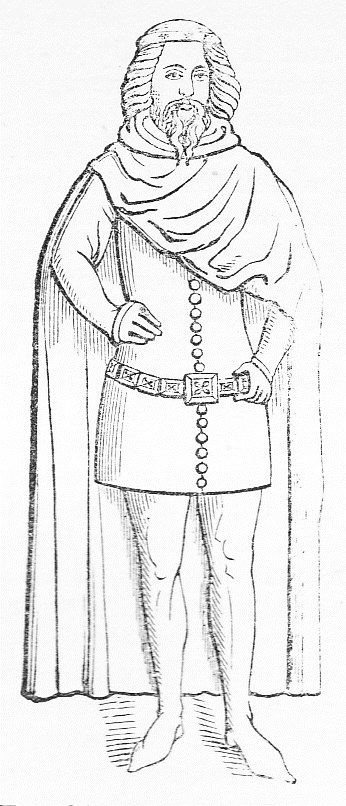
Lionello Plantageneto, I duca di Clarence, e fautore principale degli Statuti di Kilkenny

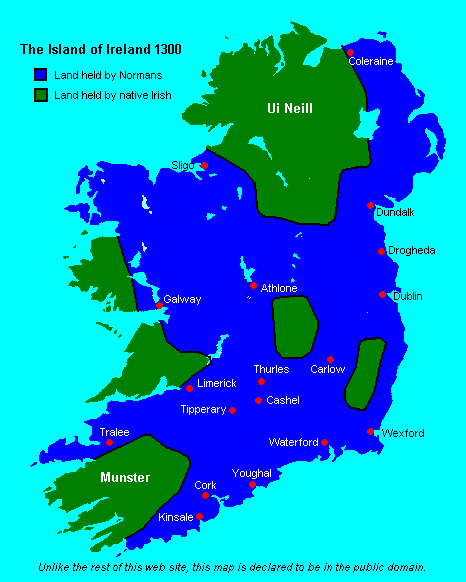
L'Irlanda nel XIV secolo. Kilkenny si trova tra Carlow e Waterford. Gli Ui Néill occupavano parte dell'Ulster, nel nord-est dell'isola. Le colonie inglesi occupavano quasi tutto il territorio.

Fautore degli statuti fu Lionello Plantageneto, I duca di Clarence e IV conte dell'Ulster per diritto ereditario di sua moglie - Elisabetta de Burgh, quarta Contessa dell'Ulster. Nel 1361, era stato inviato in Irlanda da Edoardo III per recuperare le sue terre nell'Ulster e fermare l'ondata di irlandesi che si stabilivano nelle colonie normanne. Poiché a Lionello spettavano di diritto gli enormi possedimenti dei de Burgh (comprendenti ampie zone dell'Ulster, il Connacht e il Munster) egli aveva tutto l'interesse a ripristinare il dominio degli Hiberno-Normanni.
Gli statuti erano un tentativo di prevenire la mescolanza tra le due nationes, irlandese e inglese, e riaffermare tra gli inglesi la loro vera cultura originaria. 
A questo si aggiungevano anche le minacce militari alla presenza anglo-normanna in Irlanda, come la fallita invasione scozzese di Edward Bruce, fratello di Robert Bruce, nel 1315. Tale aggressione era stata difesa e quindi appoggiata dal capo irlandese Domhnall Ó Néill, il quale aveva scritto una rimostranza a papa Giovanni XXII, dicendo di
(Domhnall Ó Néill, Remonstrance of the Irish Chiefs to Pope John XXII  - sezione 6)

## La Legislazione
La sezione di apertura degli statuti riassume la situazione in questo modo:
(Statute rolls of the Parliament of Ireland, p. 430-431)
La legislazione si preoccupava soprattutto di definire che cosa fosse inglese e che cosa fosse irlandese, in modo da impedire la "media natio" che tanto il regno inglese temeva, nonostante fosse ormai una realtà massiccia. Bisogna sottolineare, infatti, che lo Statuto non si rivolgeva ai nativi, ma agli inglesi e in special modo ai lord anglo-normanni.
Quando gli statuti si rivolgono agli irlandesi è per sottolineare la sfiducia e il sospetto dei coloni nei loro confronti. Per esempio, nella sezione 15 si intimida ai bardi irlandesi che giungono nei territori inglesi, sospettandoli di essere
(A Statute of the Fortieth Year of King Edward III - art.15)
Lo Statuto II sottolineava come fosse profonda la decadenza dell'influenza Inglese sulla colonia, e il modo in cui combatterla:
(Statutes of rolls of the Parliament of Ireland, p. 432-433, II paragrafo)
Altri statuti ordinavano e stabilivano che
- Ogni Inglese faccia uso della lingua Inglese, e riceva un nome Inglese, abbandonando completamente l'uso dei nomi Irlandesi; e che ogni Inglese faccia uso dei costumi, dell'abbigliamento e del modo di cavalcare e di comportarsi secondo la sua origine[4]

- Che nessun Inglese che da ora in poi abbia una qualche disputa con un altro Inglese la sottoponga alla legge Marcia o alle Leggi Brehon[5]

- Che nessun Irlandese della nazione d'Irlanda sia ammesso in una cattedrale o chiesa collegiata per provvigione, collazione o per presentazione di altra persona, e che non sia ammesso a godere di alcun beneficio della Santa Chiesa tra gli Inglesi di questa terra[6]

## Fallimento degli Statuti
Tali misure vennero emanate troppo tardi ed erano insufficienti. Uomini come il Duca di Clarence e i suoi luogotenenti nativi non avevano né le finanze né le risorse per attuarle. Così vennero fatti degli accordi accomodanti con i sovrani ed i signori irlandesi - come il pagamento della cosiddetta "Rendita Nera" alle dinastie degli O Morda, dei Mac Murrough, degli Ua Conchobhair Falighe per prevenire scorribande e saccheggi - poiché la colonia non aveva altra scelta per sopravvivere. 
Lionello fu costretto ad abbandonare l'Irlanda l'anno successivo, e gli Hiberno-Normanni d'Irlanda continuarono nel loro lungo declino. Solo all'alba del XVII secolo il processo si sarebbe arrestato anche se ad un prezzo molto alto.